# HD 47306
HD 47306 è una stella gigante brillante bianca di magnitudine 4,4 situata nella costellazione della Carena. Dista 1359 anni luce dal sistema solare

## Osservazione
Si tratta di una stella situata nell'emisfero celeste australe. La sua posizione è fortemente australe e ciò comporta che la stella sia osservabile prevalentemente dall'emisfero sud, dove si presenta circumpolare anche da gran parte delle regioni temperate; dall'emisfero nord la sua visibilità è invece limitata alle regioni temperate inferiori e alla fascia tropicale. La sua magnitudine pari a 4,4 fa sì che possa essere scorta solo con un cielo sufficientemente libero dagli effetti dell'inquinamento luminoso.
Il periodo migliore per la sua osservazione nel cielo serale ricade nei mesi compresi fra dicembre e maggio; nell'emisfero sud è visibile anche all'inizio dell'inverno, grazie alla declinazione australe della stella, mentre nell'emisfero nord può essere osservata limitatamente durante i mesi della tarda estate boreale.

## Caratteristiche fisiche
La stella è una gigante brillante bianca con massa poco meno di 8 volte quella del Sole ed un'età stimata in circa 37 milioni di anni
Possiede una magnitudine assoluta di -4,26 e la sua velocità radiale positiva indica che la stella si sta allontanando dal sistema solare.